# Crabtree (Oregon)
Crabtree – jednostka osadnicza w Stanach Zjednoczonych, w stanie Oregon, w hrabstwie Linn.